# Hiroaki Sato
Hiroaki Sato (Amagasaki, 5. veljače 1932. – 1. siječnja 1988.) japanski je nogometaš.

## Klupska karijera
Igrao je za Kwangaku Club.

## Reprezentativna karijera
Za japansku reprezentaciju igrao je od 1955. do 1959. godine. Odigrao je 15 utakmica.
S japanskom reprezentacijom Hiroaki Sato je igrao na Olimpijskim igrama 1956.

## Statistika
| Japan  | Japan | Japan |
| Godina | Nas.  | Gol.  |
| ------ | ----- | ----- |
| 1955.  | 5     | 0     |
| 1956.  | 3     | 0     |
| 1957.  | 0     | 0     |
| 1958.  | 4     | 0     |
| 1959.  | 3     | 0     |
| Ukupno | 15    | 0     |

## Vanjske poveznice
- National Football Teams
- Japan National Football Team Database